# Inkonsistenz
Inkonsistenz (v. lat. in- „nicht“, con- „zusammen“, sistere „halten“) bezeichnet einen Zustand, in dem mehrere Dinge, die als gültig angesehen werden sollen, nicht miteinander vereinbar sind. Gegenbegriff von Konsistenz ist Inkonsistenz. Inkonsistenz bedeutet insbesondere Widersprüchlichkeit oder Unbeständigkeit (Zusammenhanglosigkeit).

## Verwendungsbereiche
- In der Logik versteht man unter Inkonsistenz die Widersprüchlichkeit einer Menge von Aussagen oder eines axiomatischen Systems oder die Unerfüllbarkeit einer Formel (sie hat keine wahre Interpretation), siehe Widerspruchsfreiheit.

- In der Informatik bedeutet Inkonsistenz von Daten Widersprüchlichkeit zwischen den Daten. So können in einer Datenbank beispielsweise Verknüpfungen zwischen Tabelleneinträgen nicht mehr eindeutig sein, weil der Verbindungsschlüssel auf keinen oder auf mehrere Einträge in einer anderen Datenbanktabelle verweist. Gängige Datenbank-Management-Systeme prüfen meist selbst auf Inkonsistenzen und weisen mit Fehlermeldungen darauf hin.

- In der Soziologie erscheint der Begriff der „Statusinkonsistenz“, die vorliegt, wenn eine Person nach einem Merkmal – z. B. Ausbildung – hoch einzuschätzen sei, nach einem anderen – z. B. Vermögen – aber niedrig, siehe Sozialstruktur.

- In der Psychologie und Verhaltensforschung wird der Begriff in Bezug auf widersprüchliches, unschlüssiges oder – vom Standpunkt des Beobachters aus – unmotiviertes Verhalten eines Individuums verwendet.